# 我部山キヨ子
我部山 キヨ子（かべやま キヨこ） は、日本の助産学者。京都大学名誉教授。岐阜協立大学看護学部長・教授。元全国助産師教育協議会副会長。日本家族計画協会松本賞、日本助産学会賞功労賞受賞。

## 人物・経歴
1974年東京大学医学部附属助産婦学校卒業。1987年同講師。1992年京都大学医療技術短期大学部助教授。1998年三重大学医学部看護学科教授。
聖路加看護大学大学院看護学研究科を修了し、修士（看護学）の学位を取得後、2000年に奈良女子大学大学院人間文化研究科を修了し、博士（学術）の学位を取得。
2004年京都大学医学部看護学科教授。2007年京都府看護協会会長。2011年に京都大学医学部に高度実践助産学系を立ち上げ、助産師や研究者の育成に尽力した。2015年全国助産師教育協議会副会長。
2017年大垣女子短期大学看護学科長・教授、学校法人大垣総合学園評議員、京都大学名誉教授。2018年日本家族計画協会松本賞受賞。2019年岐阜協立大学看護学部長・教授、岐阜県医療審議会委員。2023年日本助産学会賞功労賞受賞。